# Nabycie pod tytułem ogólnym
Następstwo pod tytułem ogólnym (sukcesja uniwersalna) – prowadzi do nabycia całości lub części jakiegoś majątku i to na podstawie jednego zdarzenia prawnego.
Sukcesja uniwersalna prowadzi nie tylko do nabycia praw, ale i obowiązków (obciążeń) związanych z nabywanym majątkiem (lub jego wyodrębnioną częścią). Nabywca wchodzi niejako w sytuację prawną swojego poprzednika. Sukcesja uniwersalna dopuszczalna jest tylko w przypadkach przewidzianych w ustawie. Modelowym przykładem jest dziedziczenie, łączenie się osób prawnych.